# E. San Juan Jr.
Epifanio San Juan Jr., também conhecido como E. San Juan Jr. (Manila, 29 de dezembro de 1938), é um conhecido acadêmico literário filipino-americano, escritor tagalo, poeta filipino, intelectual cívico, ativista, escritor, ensaísta, videomaker, editor e poeta cujas obras relacionadas à diáspora filipina em inglês e escritos filipinos foram traduzidas para alemão, russo, francês, italiano e chinês. Como autor de livros sobre raça e estudos culturais, ele foi uma "grande influência no mundo acadêmico". Foi diretor do Centro de Estudos Culturais das Filipinas em Storrs, Connecticut, nos Estados Unidos. Em 1999, San Juan recebeu o Prêmio do Centenário de Realização em Literatura do Centro Cultural das Filipinas por suas contribuições aos estudos filipinos e filipino-americanos.

## Educação
Ele recebeu sua educação primária nas Filipinas na Bonifacio Elementary School. Ele fez o ensino médio na Jose Abad Santos High. Ele se formou como magna cum laude pela Universidade das Filipinas em Diliman em 1958. Ele recebeu seu mestrado em 1962. Ele obteve um doutorado na Universidade de Harvard em 1965 com a ajuda de uma bolsa Rockefeller e uma bolsa de ensino de Harvard. Foi membro do Rockefeller Study Center em Bellagio, Itália.

## Carreira
Tornou-se professor de língua inglesa, literatura comparada, estudos étnicos, estudos americanos e estudos culturais nos Estados Unidos, Europa, Filipinas e Taiwan. De 1961 a 1963, San Juan foi nomeado professor e professor de inglês na Universidade de Harvard. Entre as outras universidades nos Estados Unidos onde lecionou incluem a Universidade da Califórnia em Davis, a Universidade de Connecticut em Storrs e o Brooklyn College da City University of New York. Nas Filipinas, lecionou na Universidade das Filipinas em 2008, e no Ateneo de Manila. Outras universidades incluem a Bowling Green State University, a Wesleyan University, as Universities of Leuven e Antwerp na Bélgica, e a National Tsing Hua University na República da China (Taiwan).
De 1998 a 15 de junho de 2001, San Juan foi professor e presidente do Departamento de Culturas Americanas Comparadas na Universidade Estadual de Washington. Ele foi o diretor executivo da chamada Working Papers Series quando publicou ensaios sobre Estudos Culturais e Estudos Étnicos. Em 2009, tornou-se membro do WEB Du Bois Institute for African and African American Research da Harvard University. Ele também foi palestrante, membro e professor da Fulbright no Centro de Humanidades da Universidade Wesleyan em Connecticut, no Instituto de Estudos Avançados de Humanidades da Universidade de Edimburgo e no Instituto de Estudos da Cultura e Sociedade em Ohio.
Em 2009-2010 foi fellow do WEB Du Bois Institute, Universidade de Harvard, professor visitante de Estudos Americanos na Universidade de Leuven, Bélgica (2003) e professor de Literatura Comparada Inglesa, Universidade das Filipinas (2008). É fellow do Harry Ransom Center, University of Texas, Austin; e diretor do Centro de Estudos Culturais das Filipinas, Storrs, CT e Washington DC, EUA. Ele foi nomeado professor (2015-2016) em estudos culturais, Universidade Politécnica das Filipinas, Manila, Filipinas.

## Obras
Além de escrever sobre a diáspora filipina, as obras de San Juan incluem ensaios sobre raça, classe social, subalternidade e o Império dos Estados Unidos. Seus trabalhos foram publicados pela primeira vez em 1954 nas páginas do The Collegian New Review. Depois de ganhar prêmios, seus poemas foram antologizados em Godkissing Carrion/Selected Poems: 1954-1964 em 1964, em The Exorcism and Other Poems em 1967, e The Ashes of Pedro Abad Santos and Other Poems em 1985. Seu meio literário se estende a "peças de mídia" relacionadas ao cenário político atual, abusos dos direitos humanos e execuções extrajudiciais nas Filipinas, política racial nos Estados Unidos, justiça social, mecanismo global de racialização e seu impacto nos trabalhadores imigrantes do mundo South, ensaios sobre marxismo, libertação humana e denúncias relacionadas à "ressurreição" dos "contornos" do império americano.
Em 1966, fez traduções da poesia de Amado V. Hernandez resultando na obra Grãos de Arroz: Poemas Selecionados de Amado V. Hernandez. Em 1975, ele apresentou os escritos literários de Carlos Bulosan, um organizador e escritor filipino, resultando na publicação de Carlos Bulosan and the Imagination of the Class Struggle, a primeira avaliação crítica completa das obras de Bulosan, que foi seguida por vinte anos. mais tarde por On Becoming Filipino: Selected Writings by Carlos Bulosan e The Cry and the Dedication em 1995. Ele também foi o autor da "primeira coleção em tradução para o inglês" dos ensaios escritos por Georg Lukács, filósofo húngaro e fundador da tradição marxista ocidental.
Em 2007, San Juan escreveu um livro de poemas, o Balikbayang Mahal: Passages of Exile. Seus outros trabalhos são Racism and Cultural Studies, Working through the Contradictions, In the Wake of Terror, US Imperialism and Revolution in the Philippines, Beyond Postcolonial Theory (1995) e Hegemony and Strategies of Transgression (1998).
Livros recentes incluem "In the Wake of Terror: Class, Race, Nation and Ethnicity in the Postmodern World" (Lexington); "Trabalhando através das contradições" (Bucknell University Press). "Crítica e Transformação Social" (Edwin Mellen Press), "Da Globalização à Libertação Nacional" (University of the Philippines Press)." Balikbayang Sinta: E San Juan Reader" (Ateneo U Press), "Intervenções Críticas: De Joyce e Ibsen a Kingston e CS Peirce" (Saarbrücken: Lambert) e "Rizal in Our Time: edição revisada" (Anvil). Seus novos volumes de poesia incluem "Balikbayang Mahal: Passages in Exile", "Sutrang Kayumanggi", "Mahal Magpakailanman", Diwata Babaylan" e "Bukas Luwalhating Kay Ganda" (todos disponíveis na amazon.com). A UST Publishing House lançará em 2013 sua coleção "Ulikba at iba pang bagong tula".

## Reconhecimentos
Em maio de 1964, ele ganhou o prêmio espanhol Siglo de Oro depois de escrever uma crítica literária e crítica à poesia de Gongora. Em 1992, San Juan's Racial Formations/Critical Transformations: Articulations of Power in Ethnic and Racial Studies in the United States recebeu o Prêmio de Livro Extraordinário do Centro Gustavus Myers para o Estudo dos Direitos Humanos nos Estados Unidos. Em 1993, o mesmo trabalho recebeu o National Book Award in Cultural Studies da Association for Asian American Studies. O livro é considerado um clássico em Estudos Étnicos e Asiático-Americanos. Em 1999, San Juan Jr. recebeu o Prêmio do Centenário de Realização em Literatura do Centro Cultural das Filipinas. Em 2001, San Juan's After Post-colonialism: Remapping Philippines-United States Confrontations ganhou o Prêmio de Melhor Livro sobre Direitos Humanos do Gustavus Myers Center for Human Rights (também conhecido como Myers Distinguished Book Award). Em 2007, San Juan produziu os livros intitulados In the Wake of Terror: Class, Race, Nation, Ethnicity in the Postmodern World, Imperialism and Revolution in the Philippines, Balikbayang Sinta: An E. San Juan Reader, and From Globalization to National Liberation : Ensaios. San Juan também recebeu prêmios da Associação de Estudos Asiático-Americanos e da Sociedade para o Estudo de Literaturas Multiétnicas nos Estados Unidos.

## Trabalhos selecionados
- Rice Grains: Selected Poems of Amado V. Hernandez (1966)
- The Art of Oscar Wilde (1967), reprinted 1978 by Greenwood Press
- The Radical Tradition in Philippine Literature (1970)
- James Joyce and the Craft of Fiction (1972)
- Marxism and Human Liberation: Selected Essays by Georg Lukács (1972)
- Carlos Bulosan and the Imagination of the Class Struggle (1972), reprinted 1975 by Oriole Editions, New York.
- Preface to Pilipino Literature (1972)
- Introduction to Modern Pilipino Literature (1974)
- Poetics: The Imitation of Action (1978)
- Balagtas: Florante/Laura (1978)
- Bulosan: An Introduction with Selections (1983), reprinted several times.
- Toward a People's Literature: Essays in the Dialectics of Praxis and Contradiction in Philippine Writing (1984), reprinted 2006 by the University of the Philippines Press. National Book Award; Catholic Mass Media Award.
- Crisis in the Philippines: The Making of a Revolution (1986)
- Subversions of Desire: Prolegomena to Nick Joaquin (1988)
- Transcending the Hero/Reinventing the Heroic: An Essay on Andre Gide's Theater (1988)
- Ruptures, Schisms, Interventions: Cultural Revolution in the Third World (1988)
- Only by Struggle: Reflections on Philippine Culture, Society and History in a Time of Civil War (1989), reprinted and enlarged in 2002.
- From People to Nation: Essays in Cultural Politics (1990)
- Writing and National Liberation: Selected Essays 1970-1990 (1991)
- Racial Formations/Critical Transformations: Articulations of Power in Ethnic and Racial Studies in the United States (1992). Association of Asian American Studies Book Award; Myers Center Award.
- Reading the West/Writing the East: Studies in Comparative Literature and Culture (1992)
- From the Masses, to the Masses: Third World Literature and Revolution (1994)
- The Smile of the Medusa and Other Fictions (1994)
- Allegories of Resistance (1994)
- On Becoming Filipino: Selected Writings by Carlos Bulosan, edited by E. San Juan Jr. with an introduction (1995)
- The Cry and the Dedication by Carlos Bulosan, edited by E. San Juan Jr. with an introduction (1995)
- Hegemony and Strategies of Transgression: Essays in Cultural Studies and Comparative Literature (1995)
- The Philippine Temptation: Dialectics of Philippines-U.S. Literary Relations (1996)
- Mediations: From a Filipino Perspective (1996)
- History and Form: Selected Essays (1996)
- Rizal: A Re-Interpretation (1997)
- From Exile to Diaspora: Versions of the Filipino Experience in the United States (1998)
- Beyond Post Colonial Theory. New York: Palgrave Macmillan (1998)
- Filipina Insurgency: Writing Against Patriarchy in the Philippines (1999)
- Alay Sa Paglikha ng Bukang-Liwayway (2000), collected poems in Filipino (2000)
- After Postcolonialism: Remapping Philippines-United States Confrontation (2000), Myers Distinguished Book Award
- Racism and Cultural Studies: Critiques of Multiculturalist Ideology and the Politics of Difference. Durham: Duke University Press (2002)
- Spinoza and the Terror of Racism (2002)
- Himagsik (2003), poems and essays in criticism in Filipino
- Tinik Sa Kaluluwa (2003), collected short stories in Filipino
- Working through the Contradictions: From Cultural Theory to Critical Practice (2004)
- Sapagkat Iniibig Kita at iba pang tula (2005), selected poems in Filipino
- On the Presence of Filipinos in the United States, and other Essays (2007)
- Balikbayang Mahal: Passages from Exile (LuLu.com 2007)
- In the Wake of Terror: Race, Nation, Class in the Field of Global Capital (Lexington 2007)
- "Salud Alabare, Babaeng Mandirigma" (University of San Agustin Publishing House, 2007)
- Imperialism and Revolution in the Philippines (Palgrave Macmillan 2007)
- Balikbayang Sinta: An E. San Juan Reader (Ateneo University Press 2007)
- From Globalization to National Liberation: Essays (University of the Philippines Press 2008)
- Toward Filipino Self-Determination, Beyond Transnational Globalization (SUNY/ State University of New York Press 2009)
- Critique and Social Transformation: Lessons from Antonio Gramsci, Mikhail Bakhtin and Raymond Williams (New York: The Edwin Mellen Press, 2009)
- Critical Interventions: From Joyce and Ibsen to C.S. Peirce and Maxine Hong Kingston (Saarbrücken: Lambert Academic Publishing House, 2010)
- "Sutrang Kayumanggi: Poems in Filipino and English" (Philippines Cultural Studies Center, 2010)
- Rizal in Our Time (revised edition) Anvil Publishing Inc.
- Bukas Luwalhating Kay Ganda  (Philippines Cultural Studies Center 2013)
- Ulikba at iba pang bagong tula  University of Santos Tomas Publishing House (2013)
- "Mendiola Masker: Mga Tulang Konseptuwal at Post-Konseptuwal" (Philippine Cultural Studies Center, 2014)
- "Kundiman sa Gitna ng Karimlan:  University of the Philippines Press (2014)
- "AMBIL: Mga pagsubok, pahiwatig & interbensiyon"  Philippines Cultural Studies Center (2014)
- "Tao Te Ching in Filipino/Landas & Kapangyarihan sa Makabuluhang Buhay" (Createspace, 2015)
- Between Empire and Insurgency: The Philippines in the New Millennium" University of the Philippines Press (2015)
- "Lupang Hinirang, Lupang Tinubuan"  Mga Panunuri sa Panitikang Filipino. De La Salle University Publishing House (2015)
- "Learning from the Filipino Diaspora:" (University of Santo Tomas Publishing House, 2016)
- "Filipinas Everywhere" (De la Salle University Publishing House, 2016)
- "Wala:Tula & Akda ({Polytechnic University of the Philippines, 2017)
- "The Philippines is in the Heart: Stories by Carlos Bulosan" (New edition, Ateneo University Press, 2017).
- "Carlos Bulosan Revolutionary Filipino Writer in the United States: A Critical Appraisal  (New York: Peter Lang, 2017)
- "Racism and the Filipino Diaspora: Essays in Cultural Politics" (Naga, Camarines: Ateneo de Naga University Press, 2018)
- WALA Akda ni E. San Juan, Jr. (Philippines Studies Center, Washington DC 2018).
- "Kontra-Modernidad" (Quezon City: University of the Philippines Press, 2019).
- "Bakas   Alingawngaw (Quezon City: Ateneo University Press, 2020).
- "Faustino Aguilar: Kapangyarihan, Kamalayan, Kasaysayan, Metakomentaryo sa mga Nobels ni Faustino Aguilar (Manila: University of   *         —→→Santo Tomas Publishing House, 2020).